# 山本貴三郎
山本 貴三郎（やまもと きさぶろう、1846年12月20日（弘化3年11月3日）- 1899年（明治32年）12月22日）は、幕末の佐賀藩士、明治期の実業家・政治家。衆議院議員。

## 経歴
肥前国高来郡、のちの長崎県北高来郡諫早町（現諫早市）で生まれた。郷校で学び、その後、熊本に遊学し漢学、武術を修めた。16歳で帰郷し、佐賀藩の選抜生となり長崎の江戸町英学校で学び、さらに何礼之に師事し英学を修めた。
1868年（慶応4年）戊辰戦争が開戦すると、副島種臣らと長崎に赴き、振遠隊として長崎、島原、大村から隊員を募り、その後、秋田に向かい新政府軍に加わった。
その後、官途には就かず天草、肥前松島、平戸などで採炭事業を営む。その後、豊国炭鉱（福岡県）を経営した。その他、金辺鉄道（小倉鉄道）取締役、小倉電灯相談役、若松鉄道創立委員長などを務めた。
1898年（明治31年）4月、小倉町会議員に就任。同年3月、第5回衆議院議員総選挙（福岡県第7区、無所属）では次点で落選し、同年8月の第6回総選挙（福岡県第7区、憲政本党）で当選し、衆議院議員に1期在任した。帝国議会開会中の1899年12月に東京市京橋区築地の山田病院で死去した。